# Легиспруденция
Легиспруденцията (на латински: Legisprudentia) е теория на правото, чийто предмет на изследване е ролята на законодателя в държавното управление и законодателния процес. Легиспруденцията се разпространява в Европа през последната четвърт на 20 век. Зачатъците ѝ са заложени още в Древна Гърция.